# Додир зла
Додир зла (енгл. Touch of Evil) је амерички филм ноар из 1958. године, режисера и сценаристе Орсона Велса, који такође глуми у филму. Сценарио је лабаво заснован на роману Вита Мастерсона Значка зла (1956). Главне улоге тумаче Чарлтон Хестон, Џенет Ли, Орсон Велс, Џозеф Калеја, Аким Тамиров, Марлен Дитрих и Жа Жа Габор.
Године 1956. студио Universal-International наручио је филмску адаптацију мистериозне новеле Значка зла. Алберт Загсмит је изабран за продуцента, који је потом ангажовао телевизијског писца Пола Монаша да напише сценарио. Неколико месеци касније, Чарлтон Хестон је добио главну улогу, и затражио је да Орсон Велс режира пројекат. У јануару 1957. Велс је ангажован да режира и глуми у филму, као и да поново напише сценарио. Снимање је почело у фебруару 1957. и завршено је у априлу. Током постпродукције филма, појавиле су се креативне разлике између Велса и директора студија, због чега је Велс био приморан да напусти филм. Након тога, студио је ревидирао стил монтаже филма како би био конвенционалнији, и наредио је поновно снимање у новембру 1957. године. Као одговор на нову верзију, Велс је написао белешку од 58 страница у којој је детаљно изложио своју креативну визију за филм.
Иако је по објављивању критикован, филм је наишао на популарност међу европском публиком и освојио је главне награде на Светском филмском фестивалу у Бриселу 1958. године. Током 1970-их, филмска репутација је обновљена и данас се сматра једним од најбољих Велсових филмова и једним од најбољих ноар филмова класичне ере. Године 1998. Додир зла је реедитован у складу са Велсовом оригиналном визијом, као што је наведено у допису.
Године 1993, Конгресна библиотека је одабрала филм за чување у Националном регистру филмова Сједињених Држава због „културолошког, историјског или естетског значаја”.

## Радња
Дуж границе између САД и Мексика, темпирана бомба постављена у возило експлодира, убивши Рудија Линекара и његову девојку стриптизету Зиту. На меденом месецу са својом америчком супругом Сузи, мексички специјални тужилац Мигел Варгас се заинтересује за истрагу. Локалне власти стижу на лице места, а прате их капетан полиције Хенк Квинлан и његов дугогодишњи помоћник Пит Мензис. Квинлан и Мензис наводе Санчеза, младог Мексиканца који је тајно ожењен ћерком жртве, Маршом, као главног осумњиченог. Током испитивања у Санчезовом стану, Мензис лоцира два штапића динамита у истој кутији за ципеле коју је Варгас пронашао празну само неколико минута раније. Варгас оптужује Квинлана за подметање доказа и почиње да сумња да је то можда чинио годинама да би помогао у изрицању пресуда. Квинлан одбацује Варгасову тврдњу, рекавши да је само пристрасан у корист колега Мексиканаца.
Стрес ових оптужби, заједно са притиском „ујака” Џоа Грандија, брата човека кога Варгас истражује, да склопи договор да би дискредитовао Варгаса, доводи до повратка Квинлана — који је био трезан већ 12 година. Уз помоћ помоћника окружног тужиоца Ала Шварца, Варгас проучава јавну евиденцију о Квинлановим случајевима, откривајући своје налазе Гулду и Адеру. Квинлан стиже на време да чује њихову дискусију и љутито прети да ће поднети оставку.
У међувремену, Варгас шаље своју супругу у удаљени мотел да је уклони од нежељене пажње Грандија. Иако он то не зна, мотел је у власништву Грандија, а чланови Грандијеве породице тероришу Сузи. Варгас постаје забринут када су блокирани његови покушаји да телефонира својој жени у мотелу. Према договору, Гранди организује да Сузи изгледа као да се онесвестила од предозирања дрогом у мотелу у центру града, остављеном тамо да је Квинлан „открије”. Уместо тога, Квинлан тамо задави Грандија и остави његов леш са Сузи. Када се пробуди, она вришти у помоћ, али је уместо тога ухапшена због сумње да га је убила.
Варгас се суочава са Мензисом о Квинлановој историји „откривања” инкриминишућих доказа у његовим случајевима. Он одлази у Сузин мотел, али не може да је пронађе, откривајући да је мотел у власништву Грандија и да му је пиштољ украден. Жури назад у град и улази у бар, где се суочава са члановима банде који су напали његову жену. Када одбијају да одговоре на његова питања, Варгас их напада, али је надбројан.
Шварц обавештава Варгаса да је Сузи ухапшена због убиства. Мензис открива Варгасу да је открио Квинланов штап на месту убиства, што сугерише да је умешан. Мензис пристаје да носи скривени микрофон како би прибавио доказе против Квинлана. Квинлан одлази у јавну кућу бивше љубавнице Тање преко границе. Гласан клавир спречава снимање, па Мензис намами Квинлана. Док шетају Варгас их прати, снимајући њихов разговор.
Квинлан признаје Мензису да је подметао доказе осумњиченима, али само оним „кривима”. Квинлан чује ехо Варгасовог уређаја за праћење и сумњичи Мензиса за издају. Квинлан захтева да се Варгас покаже, а затим пуца у Мензиса. Баш када се Квинлан спреман да пуца у ненаоружаног Варгаса, тврдећи да ће се рећи да га је убио из самоодбране, Мензис пуца у Квинлана, а затим умире. Шварц долази на место догађаја и говори Варгасу да је Санчез признао злочин. Варгас се поново среће са Сузи. Тања стиже и жали због Квинланове смрти.

## Улоге
| Глумац              | Улога                   |
| ------------------- | ----------------------- |
| Чарлтон Хестон      | Рамон Мигел Варгас      |
| Џенет Ли            | Сузан Варгас            |
| Орсон Велс          | Хенк Квинлан            |
| Џозеф Калеја        | Пит Мензис              |
| Аким Тамиров        | „ујак” Џо Гранди        |
| Џоана Мур           | Марша Линекар           |
| Реј Колинс          | окружни тужилац Адер    |
| Денис Вивер         | ноћни менаџер           |
| Вал де Варгас       | Панчо                   |
| Морт Милс           | Ал Шварц                |
| Виктор Милан        | Маноло Санчез           |
| Лало Риос           | Ристо                   |
| Фил Харви           | Блејн                   |
| Џои Лансинг         | Зита                    |
| Хари Шенон          | Пит Гулд                |
| Расти Вескот        | Кејси                   |
| Марлен Дитрих       | Тања                    |
| Жа Жа Габор         | власница стриптиз-клуба |
| Мерседес Макејмбриџ | вођа банде              |
| Џозеф Котен         | иследник                |

## Продукција

### Развој
У марту 1956. године, мистериозни роман Значка зла издат је са углавном позитивним критикама и релативно успешном продајом, са два штампана издања у тврдом повезу. Едвард Мул, шеф продукције студија Universal-International, веровао је да роман има потенцијал за филм и договорио се да откупи филмска права преко књижевне агенције Curtis Brown. До априла 1956. Los Angeles Times је известио да су права на филм стечена и да је Алберт Загсмит (познат као „Краљ Б продукције”) изабран за продуцента. Загсмит је тада доделио телевизијском писцу Полу Монашу да напише адаптацију сценарија у року од четири недеље. Загсмит је затим прочитао Монашов сценарио, али није му се свидео и привремено је зауставио сваки даљи развој пројекта. До децембра 1956. Загсмит је примио допис од извршног директора студија Мела Такера у којем се распитивао о развоју Значке зла и предложио могућност да Чарлтон Хестон добије главну улогу.
До јануара 1957, пошто је управо завршио промоцију Десет заповести (1956), Хестон је добио сценарио и сматрао га је довољно добрим. Глумац је контактирао студио да би питао кога су разматрали за режисера. Рекли су му да не знају, али да је Орсон Велс добио улогу Хенка Квинлана. Хестон је тада одговорио: „Зашто он не би и режирао. Он је прилично добар”, на шта је студио одговорио: „Јавићемо вам се.” Извршни директори студија Ернест Нимс и Џим Прат — обојица су радили са Велсом на филму Странац (1946) — лобирали су да Велс режира филм. На основу Пратовог предлога, студио је понудио Велсу 125.000 долара за глуму, режију и на основу његовог избора, да поново напише сценарио. Дана 11. јануара је званично објављено да је Велс потписао да ће глумити и режирати Значку зла.
Велс је раније глумио у филму Човек у сенци (1957). Према Загсмитовим речима, последњег дана снимања, Велс, који је био импресиониран Загсмитовим способностима писања, изразио је интересовање да режира филм за њега. Загсмит је Велсу понудио гомилу сценарија, од којих је тражио најгори. Велс је тада добио Монашов сценарио за Значку зла на шта је упитао: „Могу ли да добијем две недеље да га напишем?” Загсмит је одговорио: „Можете их добити.”

### Сценарио
Почело је са пробама. Пробали смо две недеље пре снимања, што је било необично. Преправљали смо већину дијалога, сви ми, што је такође било необично, а господин Велс је увек желео наш допринос. Био је то колективни напор и био је толики налет учешћа, креативности, енергије. Могли сте да осетите како пулс расте док смо вежбали. Осећали сте да нешто измишљате док сте напредовали. Господин Велс је желео да искористи сваки тренутак. Није желео један благ моменат. Учинио је да осетите да сте укључени у диван догађај који се дешавао пред вашим очима.

—Џенет Ли, подсећајући се како је Велс тражио мишљење од глумачке поставе
За свој нацрт сценарија, Велс је направио бројне промене заједно са мањим изменама како би боље пооштрио сценарио. Његова два главна доприноса су се бавила његовим тематским елементом америчког расизма и његовом одлуком да промени наративне тачке гледишта. Померио је поставку локације из Сан Дијега на границу између Мексика и Сједињених Држава. Велс је променио име протагонисте из Мич Холт у Мигел Варгас, наводећи да је лик направио Мексиканцем „из политичких разлога. Желео сам да покажем како су Тихуана и погранични градови корумпирани свим врстама мешавине, мање-више публицитета о америчким односима”. Велсов сценарио је завршен до 5. фебруара 1958. године. Хестон је изјавио да је Велс преправио сценарио за десет дана.

### Кастинг
Велс је одабрао Џенет Ли за улогу Сузан Варгас. Пре него што ју је њен агент обавестио о кастингу, Велс је контактирао Лијеву преко телеграма наводећи колико је одушевљен што ће радити са њом на Значки зла. Она је контактирала свог агента и прихватила улогу. Денис Вивер је замољен да се појави на аудицији за улогу ноћног менаџера након што га је Велс видео у улози Честера Гуда у серији Мирис барута. Добио је инструкције да импровизује. У међувремену, Загсмит је на једној забави упознао Џоану Кук Мур и био је одлучан да је она права за улогу Марше Линекар. Велс је заокружио споредну глумачку екипу са Акимом Тамировом, кога је претходно глумио у филму Господин Аркадин (1955), док су Џозеф Котен, Реј Колинс, Марлен Дитрих и Кинан Вин пристали да се појаве у филму за синдикалне плате и непотписани. Загсмит је такође инсистирао да његовој пријатељици Жа Жа Габор дају камео улогу у филму. На крају, сви глумци су плаћени преко синдикалне скале и потписани су на филму.
Пошто је познавао Мерседес Макејмбриџ од њеног боравка у Меркјури театру, Велс ју је назвао и затражио да дође на сет. Лијева и глумци обучени као „масне хуље” стајали су около и чекали да Велс почне да снима. Макејмбриџовој је ошишана коса и нанет јој је црни лак за ципеле преко њене тек подрезане косе и обрва. Према њеним мемоарима: „Однекуд су донели црну кожну јакну, а ја сам била ’спремна’. Орсон је рекао да жели тежак, груби мексички нагласак. Рекла сам, 'Имаш га!'”

### Снимање
Филм је сниман у Венису у Лос Анђелесу од 18. фебруара до 2. априла 1957. године. Олдус Хаксли је предложио ову локацију Велсу и обавестио га је да је тај крај значајно пропао. Велс, сниматељ Расел Мети и уметнички директори су се довезли тамо, а након што је погледао градски Мост уздаха, Велс је одлучио да ревидира крај филма како би га укључио.
Као и када је радио са сниматељем Грегом Толандом, Велс и Мети су осмислили препознатљив визуелни стил за Додир зла — укључујући дубок фокус, неуобичајене снимке и снимке под ниским углом (да би се нагласила величина Квинлана) и друге стилске додире који су унапредили визуелни стил филма ноар. Најзначајнији међу стилским снимцима у филму је почетни снимак са крана који траје скоро три и по минута, што су филмски стручњаци често коментарисали.

### Постпродукција
Као што је било типично у то доба, сам Велс је радио на монтажи филма, у почетку у пару са Едвардом Кертисом. Према Загсмиту, њих двојица су имали креативне разлике, а Кертис је замењен Вирџилом Вогелом. Током јуна 1957. Велс је одлетео у Њујорк да би се појавио у Емисији Стива Алена. У његовом одсуству, руководиоци студија су заказали пројекцију грубог реза. Када га је Вогел обавестио о овоме, Велс је био љут, што је довело до тога да је шеф постпродукције студија Ернест Нимс отказао пројекцију. У овом тренутку, Вогел је пристао да се повуче, а Нимс је именовао Арона Стела, још једног монтажера, да заврши филм. Када се Велс вратио у Холивуд, Нимс га је упутио да се клони собе за монтажу и пусти Стела да ради сам. Пошто је био искључен, Велс је отишао у Мексико Сити крајем јуна 1957. да би почео да снима свој следећи филм, Дон Кихот.
Сам, Стел је стално мењао секвенцу монтаже, пружајући различите интерпретације више сцена у којима је мењао континуитет. Током читавог процеса монтаже, Стел никада није био задовољан, а на крају свог посла је изјавио да је постао „болестан, депресиван и незадовољан нестрпљењем студија”. У јулу 1957. Стелов рез је приказан руководиоцима, од којих је већина остала неимпресионирана. Према Нимсовим речима, Велс је „стварно побркао тих првих пет колутова... Правио је те брзе резове — усред сцене је пресецао на другу сцену, затим се враћао и завршавао сцену, а потом је пребацивао на последњу половину друге сцене”.
У нади да ће континуитет монтаже учинити конвенционалнијим, Мул је именовао Нимса да поново монтира филм. Месец дана касније, Нимсов рез је показан Велсу, који је остао дипломатски, али је био запањен новоизмењеним резом. Велс је написао меморандум као критику Нимсових ревизија, а недуго затим је отишао у Луизијану да би се појавио у филму Мартина Рита Дуго топло лето (1958). До новембра 1957. студоп је уклонио петнаестак минута из филма и ангажовао Харија Келера да сними неке експозиторне сцене са намером да олакшају праћење радње.
Из лојалности према Велсу, Хестон и Лијева су у почетку одбили да се појаве у поновним снимањима. Недељу дана касније, Хестонови агенти су га обавестили да је уговором обавезан да се појави у поновним снимањима ако буде потребно. За поновна снимања, Клифорд Стајн је заменио Метија на месту сниматеља филма, док је нове дијалоге написао Френклин Коен. Снимљено је неколико нових сцена укључујући четири сцене између Варгаса и његове супруге, љубавну сцену у колима и сцену у којој Мензис објашњава о Квинлановој нози. Снимљена је још једна сцена у којој се Квинланов ауто сусреће са Варгасовим на путу до мотела, у којој се непотписани глумац појављује у Велсовој улози. Дана 19. новембра завршена су поновна снимања под Келером. Хестон је даље размишљао у свом дневнику: „Радио сам лошији посао у филмовима од поновних снимака, али не сећам се да сам се осећао горе... Био сам у стању да их одговорим од једне промене за коју сам сматрао да је погрешна.”
Дана 5. децембра 1957. године, након што је приказан нови рез, Велс је представио меморандум од 58 страница упућен Мулу, у којем је детаљно навео шта је мислио да треба да се уради да би филм успео. Као одговор, Мул је изјавио да ће његове промене бити примењене, али је такође затражио да Велс присуствује сесији синхронизације. Велс је одбио.

## Пријем
Дана 31. јануара 1958. године, Додир зла је претпремијерно приказан у једном биоскопу у Лос Анђелесу. Ова верзија филма је трајала 108 минута и није била добро прихваћена. Хестон је написао у свом дневнику: „Бојим се да то једноставно није добар филм. Има сјај због којег свакодневне журбе изгледају тако узбудљиво, наравно. Заиста, у филму једва да постоји досадан кадар. Али не држи се заједно као прича.” У фебруару 1958, Додир зла је приказиван у дуплој пројекцијама са филмом Женска животиња, у којем је глумила Хеди Ламар, кога је такође продуцирао Алберт Загсмит, а режирао Хари Келер. Два филма су чак имала истог сниматеља, Расела Метија. Ова општа верзија је трајала само 94 минута.

### Првобитне критике
Хауард Томпсон из новина The New York Times написао је: „...иако добро против зла остаје главна тема, трајни утисак овог филма је ефекат, а не суштина, отуда његова стварна вредност”. Похвалио је режију филма истичући да је „господин Велс очигледна, али бриљантна врећа трикова. Користећи суперлативну камеру (коју ради Расел Мети) као бич црне змије, он баца акцију право у очи гледаоца.” Филип К. Шојер из новина Los Angeles Times написао је: „Као и обично, Велс је ставио расположење изнад садржаја. Али какво расположење! Додир зла је недовољно осветљен и недовољно надгледан (за звук), али уз помоћ чудесне мобилне камере Расела Метија, напредује као чисти филм какав тако често успева да буде, заједно са уграђеним залихама.” Harrison's Reports је осетио да је Велс „напунио причу са чудним карактеризацијама и, у очигледном настојању да се удаљи од рутинског прављења филма, драматично је користио необичне фотографске углове, сенке и осветљење. Ово чини уметнички приступ, али изгледа да умањује драматичан утицај приче. Глума је веома добра, а бројне појединачне сцене су напете и узбудљиве.”
Часопис Variety је сматрао да „Велс свој креативни таленат успоставља са помпом, али нажалост околности приче трпе. Недовољна је оријентација и премало експозиције, што доводи до тога да је велики део радње збуњујући и тешко се може повезати са заплетом... Велсов сценарио садржи неке тешке дијалоге; његова употреба пригушеног осветљења са Раселом је ефикасна, а фотографија Расела Метија је флуидна и импресивна; а музика Хенрија Манћинија је дирљива. Али Додир зла доказује да је потребно више од добрих сцена да се направи добар филм”. Дороти Мастерс, у рецензији за New York Daily News, дала је филму три од четири звездице, уз напомену да се „Велсов додир манифестује у подругљивој игри на екрану, напетој презентацији, оштрој позадини, неуобичајеним угловима камере и чудном избору ликова. Продукција је предност и добро је подржана од стране остатка глумачке екипе”.

### Награде
Иако је Universal Pictures дао све од себе да спречи да Додир зла буде изабран за Светски филмски фестивал у Бриселу 1958. године — део светске изложбе Експо 58 — филм је добио европску премијеру и Велс је био позван да присуствује. На сопствено запрепашћење, Велс је покупио две главне награде. Додир зла је такође добио Награду међународне критике, а Велс је добио похвале за свој рад.

### Критичка реевалуација
Године 1998. Роџер Иберт је додао Додир зла на своју листу великих филмова. Похвалио је главне и споредне глумце и тврдио да се кинематографија „није само разметала” већ је пре коришћена да се дода дубина сложеној радњи приказивањем међуљудских веза и „хватањем [ликова] у исте кадрове”. Иберт је такође спекулисао да је Велсова улога била полуаутобиографска, описујући његов лик Квинлана као негу старих свађа и демонстрирајући опсесивну жељу за контролом која је вероватно паралелна са Велсовим животом и каријером. Тод Макарти из часописа Variety  изјавио је да, иако је рестаурирани филм био практично исти, приметио је да је радња филма кохерентнија и да „због нетакнуте нове штампе, Велсова техничка виртуозност и генијална употреба локација никада нису били очигледнији, а цео филм игра више глатко”. Питер Стек из новина San Francisco Gate написао је: „Додир зла је паметан стартер јер су Велсов запањујући филмски изум и његово убедљиво присуство као звезде главне ноар атракције. Изглед, вешто уређена клима чудних сенки и углова, неонских осветљење и беспрекорно кореографисане акционе сцене, одржавају интересовање изазвано неприродним заплетом и маниром глуме.”
Мајкл Вилмингтон из Chicago Tribune-а позитивно је написао да је филм „близу врхунца филма ноар” захваљујући „чаробно покретним снимцима камере, кошмарним угловима и невероватно раскошним, забавним наступима”. Кенет Туран, рецензирајући за Los Angeles Times, резимирао је реконструкцију из 1998. године: „Снимљен од стране Расела Метија, Додир зла је један од носилаца заставе за врсту привлачног, бравурозног рада камере који је Велс фаворизовао. Експресионистички до крајности, испуњен сенкама, угловима и кинематографским процватом, филм подиже уобичајени мрачни амбијент ноћне море филма ноар на ниво који је неколико других филмова покушало.” Године 2012, критичарка Манола Даргис навела је Додир зла као један од својих десет омиљених филмова свих времена на листи анкета критичара часописа Sight & Sound.
На сајту Rotten Tomatoes, филм има рејтинг одобравања од 95% на основу 79 рецензија, са просечном оценом 8,80/10. Критички консензус сајта гласи: „Уметнички иновативан и емоционално задивљујући, класични ноар Орсона Велса је визуелна посластица, као и мрачни, злокобни трилер.” На сајту Metacritic, филм има просечну пондерисану оцену 99 од 100, на основу 22 критичара, што указује на „универзално признање”.
Године 1998. часопис Time Out је спровео анкету и филм је проглашен за 57. најбољи филм свих времена. Године 2000. филм је рангиран на 55. месту на листи 100 најбољих филмова часописа The Village Voice. Додир зла је постављен на 64. место листе 100 година АФИ-ја... 100 трилера Америчког филмског института 2001. године.
У анкети најбољих филмова свих времена часописа Sight & Sound из 2012. године, филм је заузео 26. и 57. место према мишљењу режисера и критичара. Године 2015. филм се нашао на 51. месту BBC-јеве листе 100 најбољих америчких филмова, за коју су гласали филмски критичари из целог света.

## Рестаурације

### Издање 1976.
Током раних 1970-их, Роберт Епштајн, професор филмских студија на Универзитету Калифорније, затражио је филм за пројекцију у свом разреду. Унутар универзитетских архива, открио је 108-минутну верзију Додира зла. Дана 15. децембра 1973. ова верзија је јавно приказана у Музеју уметности округа Лос Анђелес као део „50 великих америчких филмова”. У јуну 1975, Амерички филмски институт, признајући историјску вредност открића, доставио је дуплирани негатив Конгресној библиотеци за очување. Разговарало се и о 16 мм поновном издању које је обезбеђено преко United World Films-а, дистрибутивног огранка компаније Universal Pictures. Након тога, приказан је на Филмском фестивалу у Паризу, након чега је уследило широко поновно издање у биоскопима од стране студија који је препознао повећано интересовање међу љубитељима филма за Велсова дела.
Године 1975. Џонатан Розенбаум је објавио чланак у филмском часопису Sight & Sound, тврдећи да је, осим неколико мањих детаља, верзија „очигледно идентична Велсовом финалном резу” и описао ју је као „дефинитивну верзију”. Џозеф Макбрајд је у писму за Sight & Sound објавио исправку, идентификујући рез као верзију за „претпремијеру”.

### Издање из 1998.
Године 1998, Волтер Мерч је, радећи на свим расположивим материјалима, поново монтирао филм на основу Велсовог меморандума, са Риком Шмидлином који је продуцирао поновну монтажу и уз помоћ Боба О'Нила, режисера филмске рестаурације и Била Варнија, потпредседник студија за звучне операције. Пошто Велсов груби рез више не постоји, прави „редитељски рез” није могућ, али Мерч је успео да састави верзију која укључује већину постојећег материјала, изостављајући неке од Келерових сцена (иако су неке задржане, било зато што су замениле Велсову изгубљену сцене и биле неопходне за радњу или зато што је Велс одобрио њихово укључивање). Неке од Велсових притужби тицале су се суптилног звука и избора монтаже и Мерч је у складу са тим поново уредио материјал. Значајне промене укључују уклањање шпица и музике Хенрија Манчинија из уводне секвенце, пресецање између главне приче и подзаплета Џенет Ли и уклањање сцене у предворју хотела Харија Келера. Шмидлин је продуцирао издање из 1998. године, које је имало ограничено, али успешно биоскопско издање и које је касније постало доступно на DVD- у. DVD укључује репродукцију белешке од 58 страница.
Првобитно планирана за премијеру на Филмском фестивалу у Кану 1998. уз присуство Џенет Ли, Волтера Мерча и Рика Шмидлина, пројекција је отказана у последњем тренутку након претњи Велсове ћерке, Беатрис Велс, да ће тужба бити покренута. Њена тужба против студија, јер је није консултовала или добила њену сагласност пре прераде Додира зла, решена је ван суда. Велсова је касније рекла да је само тражила од студија да је обавести о томе шта се ради и када је била игнорисана рекла је Канском фестивалу да рестаурацију није одобрило Велсово имање:
Видела сам га касније и био је диван... Мислила сам да су урадили невероватан посао и да је био веома добро урађен. То је било оно што је желео и имало је много више смисла од оне исецкане ноћне море која је постојала раније. Било је добро и било је његово. Да су ми то рекли од самог почетка, ништа од овога се не би десило.
Поновна монтажа из 1998. године добила је награде од Њујоршког круга филмских критичара, Удружења филмских критичара Лос Анђелеса и Националног друштва филмских критичара.

## Кућни медији
Филм издат на Blu-ray форматима 2011. у Уједињеном Краљевству од стране Eureka Entertainment-а (под лиценцом компаније Universal) као део њихове серије Мајстори биоскопа. Ово издање сакупило је све три доступне верзије; биоскопска и реконструкцијска верзија укључују алтернативни однос 1,37:1 за разлику од оригиналног односа ширине и висине 1,85:1 (који је такође укључен за обе верзије). У САД, све три верзије (само у њиховом односу 1,85:1) су објављене на Blu-ray формату 2014. године, са ремастерисаним трансфером и са верзијом ограниченог издања, укључујући књижицу са оригиналним 58 страница белешки. Комерцијално доступна верзија је објављена годину дана касније 2015. године.